# Rakaja Sadżna
Rakaja Sadżna (arab. ركايا سجنة) – miejscowość w Syrii, w muhafazie Idlib. Wg spisu z 2004 roku liczyła 2472 mieszkańców.